# 1542
Portal Geschichte | Portal Biografien | Aktuelle Ereignisse | Jahreskalender | Tagesartikel

◄ |
15. Jahrhundert |
16. Jahrhundert
| 17. Jahrhundert | ►

◄ |
1510er |
1520er |
1530er |
1540er
| 1550er | 1560er | 1570er | ►

◄◄ |
◄ |
1538 |
1539 |
1540 |
1541 |
1542
| 1543 | 1544 | 1545 | 1546 | ► | ►►
Staatsoberhäupter  · Nekrolog   · Musikjahr
| Januar | Januar | Januar | Januar | Januar | Januar | Januar | Januar |
| Kw     | Mo     | Di     | Mi     | Do     | Fr     | Sa     | So     |
| ------ | ------ | ------ | ------ | ------ | ------ | ------ | ------ |
| 52     |        |        |        |        |        |        | 1      |
| 1      | 2      | 3      | 4      | 5      | 6      | 7      | 8      |
| 2      | 9      | 10     | 11     | 12     | 13     | 14     | 15     |
| 3      | 16     | 17     | 18     | 19     | 20     | 21     | 22     |
| 4      | 23     | 24     | 25     | 26     | 27     | 28     | 29     |
| 5      | 30     | 31     |        |        |        |        |        |

| Februar | Februar | Februar | Februar | Februar | Februar | Februar | Februar |
| Kw      | Mo      | Di      | Mi      | Do      | Fr      | Sa      | So      |
| ------- | ------- | ------- | ------- | ------- | ------- | ------- | ------- |
| 5       |         |         | 1       | 2       | 3       | 4       | 5       |
| 6       | 6       | 7       | 8       | 9       | 10      | 11      | 12      |
| 7       | 13      | 14      | 15      | 16      | 17      | 18      | 19      |
| 8       | 20      | 21      | 22      | 23      | 24      | 25      | 26      |
| 9       | 27      | 28      |         |         |         |         |         |

| März | März | März | März | März | März | März | März |
| Kw   | Mo   | Di   | Mi   | Do   | Fr   | Sa   | So   |
| ---- | ---- | ---- | ---- | ---- | ---- | ---- | ---- |
| 9    |      |      | 1    | 2    | 3    | 4    | 5    |
| 10   | 6    | 7    | 8    | 9    | 10   | 11   | 12   |
| 11   | 13   | 14   | 15   | 16   | 17   | 18   | 19   |
| 12   | 20   | 21   | 22   | 23   | 24   | 25   | 26   |
| 13   | 27   | 28   | 29   | 30   | 31   |      |      |

| April | April | April | April | April | April | April | April |
| Kw    | Mo    | Di    | Mi    | Do    | Fr    | Sa    | So    |
| ----- | ----- | ----- | ----- | ----- | ----- | ----- | ----- |
| 13    |       |       |       |       |       | 1     | 2     |
| 14    | 3     | 4     | 5     | 6     | 7     | 8     | 9     |
| 15    | 10    | 11    | 12    | 13    | 14    | 15    | 16    |
| 16    | 17    | 18    | 19    | 20    | 21    | 22    | 23    |
| 17    | 24    | 25    | 26    | 27    | 28    | 29    | 30    |

| Mai | Mai | Mai | Mai | Mai | Mai | Mai | Mai |
| Kw  | Mo  | Di  | Mi  | Do  | Fr  | Sa  | So  |
| --- | --- | --- | --- | --- | --- | --- | --- |
| 18  | 1   | 2   | 3   | 4   | 5   | 6   | 7   |
| 19  | 8   | 9   | 10  | 11  | 12  | 13  | 14  |
| 20  | 15  | 16  | 17  | 18  | 19  | 20  | 21  |
| 21  | 22  | 23  | 24  | 25  | 26  | 27  | 28  |
| 22  | 29  | 30  | 31  |     |     |     |     |

| Juni | Juni | Juni | Juni | Juni | Juni | Juni | Juni |
| Kw   | Mo   | Di   | Mi   | Do   | Fr   | Sa   | So   |
| ---- | ---- | ---- | ---- | ---- | ---- | ---- | ---- |
| 22   |      |      |      | 1    | 2    | 3    | 4    |
| 23   | 5    | 6    | 7    | 8    | 9    | 10   | 11   |
| 24   | 12   | 13   | 14   | 15   | 16   | 17   | 18   |
| 25   | 19   | 20   | 21   | 22   | 23   | 24   | 25   |
| 26   | 26   | 27   | 28   | 29   | 30   |      |      |

| Juli | Juli | Juli | Juli | Juli | Juli | Juli | Juli |
| Kw   | Mo   | Di   | Mi   | Do   | Fr   | Sa   | So   |
| ---- | ---- | ---- | ---- | ---- | ---- | ---- | ---- |
| 26   |      |      |      |      |      | 1    | 2    |
| 27   | 3    | 4    | 5    | 6    | 7    | 8    | 9    |
| 28   | 10   | 11   | 12   | 13   | 14   | 15   | 16   |
| 29   | 17   | 18   | 19   | 20   | 21   | 22   | 23   |
| 30   | 24   | 25   | 26   | 27   | 28   | 29   | 30   |
| 31   | 31   |      |      |      |      |      |      |

| August | August | August | August | August | August | August | August |
| Kw     | Mo     | Di     | Mi     | Do     | Fr     | Sa     | So     |
| ------ | ------ | ------ | ------ | ------ | ------ | ------ | ------ |
| 31     |        | 1      | 2      | 3      | 4      | 5      | 6      |
| 32     | 7      | 8      | 9      | 10     | 11     | 12     | 13     |
| 33     | 14     | 15     | 16     | 17     | 18     | 19     | 20     |
| 34     | 21     | 22     | 23     | 24     | 25     | 26     | 27     |
| 35     | 28     | 29     | 30     | 31     |        |        |        |

| September | September | September | September | September | September | September | September |
| Kw        | Mo        | Di        | Mi        | Do        | Fr        | Sa        | So        |
| --------- | --------- | --------- | --------- | --------- | --------- | --------- | --------- |
| 35        |           |           |           |           | 1         | 2         | 3         |
| 36        | 4         | 5         | 6         | 7         | 8         | 9         | 10        |
| 37        | 11        | 12        | 13        | 14        | 15        | 16        | 17        |
| 38        | 18        | 19        | 20        | 21        | 22        | 23        | 24        |
| 39        | 25        | 26        | 27        | 28        | 29        | 30        |           |

| Oktober | Oktober | Oktober | Oktober | Oktober | Oktober | Oktober | Oktober |
| Kw      | Mo      | Di      | Mi      | Do      | Fr      | Sa      | So      |
| ------- | ------- | ------- | ------- | ------- | ------- | ------- | ------- |
| 39      |         |         |         |         |         |         | 1       |
| 40      | 2       | 3       | 4       | 5       | 6       | 7       | 8       |
| 41      | 9       | 10      | 11      | 12      | 13      | 14      | 15      |
| 42      | 16      | 17      | 18      | 19      | 20      | 21      | 22      |
| 43      | 23      | 24      | 25      | 26      | 27      | 28      | 29      |
| 44      | 30      | 31      |         |         |         |         |         |

| November | November | November | November | November | November | November | November |
| Kw       | Mo       | Di       | Mi       | Do       | Fr       | Sa       | So       |
| -------- | -------- | -------- | -------- | -------- | -------- | -------- | -------- |
| 44       |          |          | 1        | 2        | 3        | 4        | 5        |
| 45       | 6        | 7        | 8        | 9        | 10       | 11       | 12       |
| 46       | 13       | 14       | 15       | 16       | 17       | 18       | 19       |
| 47       | 20       | 21       | 22       | 23       | 24       | 25       | 26       |
| 48       | 27       | 28       | 29       | 30       |          |          |          |

| Dezember | Dezember | Dezember | Dezember | Dezember | Dezember | Dezember | Dezember |
| Kw       | Mo       | Di       | Mi       | Do       | Fr       | Sa       | So       |
| -------- | -------- | -------- | -------- | -------- | -------- | -------- | -------- |
| 48       |          |          |          |          | 1        | 2        | 3        |
| 49       | 4        | 5        | 6        | 7        | 8        | 9        | 10       |
| 50       | 11       | 12       | 13       | 14       | 15       | 16       | 17       |
| 51       | 18       | 19       | 20       | 21       | 22       | 23       | 24       |
| 52       | 25       | 26       | 27       | 28       | 29       | 30       | 31       |

| Januar | Januar | Januar | Januar | Januar | Januar | Januar | Januar |
| Kw     | Mo     | Di     | Mi     | Do     | Fr     | Sa     | So     |
| ------ | ------ | ------ | ------ | ------ | ------ | ------ | ------ |
| 52     |        |        |        |        |        |        | 1      |
| 1      | 2      | 3      | 4      | 5      | 6      | 7      | 8      |
| 2      | 9      | 10     | 11     | 12     | 13     | 14     | 15     |
| 3      | 16     | 17     | 18     | 19     | 20     | 21     | 22     |
| 4      | 23     | 24     | 25     | 26     | 27     | 28     | 29     |
| 5      | 30     | 31     |        |        |        |        |        |

| Februar | Februar | Februar | Februar | Februar | Februar | Februar | Februar |
| Kw      | Mo      | Di      | Mi      | Do      | Fr      | Sa      | So      |
| ------- | ------- | ------- | ------- | ------- | ------- | ------- | ------- |
| 5       |         |         | 1       | 2       | 3       | 4       | 5       |
| 6       | 6       | 7       | 8       | 9       | 10      | 11      | 12      |
| 7       | 13      | 14      | 15      | 16      | 17      | 18      | 19      |
| 8       | 20      | 21      | 22      | 23      | 24      | 25      | 26      |
| 9       | 27      | 28      |         |         |         |         |         |

| März | März | März | März | März | März | März | März |
| Kw   | Mo   | Di   | Mi   | Do   | Fr   | Sa   | So   |
| ---- | ---- | ---- | ---- | ---- | ---- | ---- | ---- |
| 9    |      |      | 1    | 2    | 3    | 4    | 5    |
| 10   | 6    | 7    | 8    | 9    | 10   | 11   | 12   |
| 11   | 13   | 14   | 15   | 16   | 17   | 18   | 19   |
| 12   | 20   | 21   | 22   | 23   | 24   | 25   | 26   |
| 13   | 27   | 28   | 29   | 30   | 31   |      |      |

| April | April | April | April | April | April | April | April |
| Kw    | Mo    | Di    | Mi    | Do    | Fr    | Sa    | So    |
| ----- | ----- | ----- | ----- | ----- | ----- | ----- | ----- |
| 13    |       |       |       |       |       | 1     | 2     |
| 14    | 3     | 4     | 5     | 6     | 7     | 8     | 9     |
| 15    | 10    | 11    | 12    | 13    | 14    | 15    | 16    |
| 16    | 17    | 18    | 19    | 20    | 21    | 22    | 23    |
| 17    | 24    | 25    | 26    | 27    | 28    | 29    | 30    |

| Mai | Mai | Mai | Mai | Mai | Mai | Mai | Mai |
| Kw  | Mo  | Di  | Mi  | Do  | Fr  | Sa  | So  |
| --- | --- | --- | --- | --- | --- | --- | --- |
| 18  | 1   | 2   | 3   | 4   | 5   | 6   | 7   |
| 19  | 8   | 9   | 10  | 11  | 12  | 13  | 14  |
| 20  | 15  | 16  | 17  | 18  | 19  | 20  | 21  |
| 21  | 22  | 23  | 24  | 25  | 26  | 27  | 28  |
| 22  | 29  | 30  | 31  |     |     |     |     |

| Juni | Juni | Juni | Juni | Juni | Juni | Juni | Juni |
| Kw   | Mo   | Di   | Mi   | Do   | Fr   | Sa   | So   |
| ---- | ---- | ---- | ---- | ---- | ---- | ---- | ---- |
| 22   |      |      |      | 1    | 2    | 3    | 4    |
| 23   | 5    | 6    | 7    | 8    | 9    | 10   | 11   |
| 24   | 12   | 13   | 14   | 15   | 16   | 17   | 18   |
| 25   | 19   | 20   | 21   | 22   | 23   | 24   | 25   |
| 26   | 26   | 27   | 28   | 29   | 30   |      |      |

| Juli | Juli | Juli | Juli | Juli | Juli | Juli | Juli |
| Kw   | Mo   | Di   | Mi   | Do   | Fr   | Sa   | So   |
| ---- | ---- | ---- | ---- | ---- | ---- | ---- | ---- |
| 26   |      |      |      |      |      | 1    | 2    |
| 27   | 3    | 4    | 5    | 6    | 7    | 8    | 9    |
| 28   | 10   | 11   | 12   | 13   | 14   | 15   | 16   |
| 29   | 17   | 18   | 19   | 20   | 21   | 22   | 23   |
| 30   | 24   | 25   | 26   | 27   | 28   | 29   | 30   |
| 31   | 31   |      |      |      |      |      |      |

| August | August | August | August | August | August | August | August |
| Kw     | Mo     | Di     | Mi     | Do     | Fr     | Sa     | So     |
| ------ | ------ | ------ | ------ | ------ | ------ | ------ | ------ |
| 31     |        | 1      | 2      | 3      | 4      | 5      | 6      |
| 32     | 7      | 8      | 9      | 10     | 11     | 12     | 13     |
| 33     | 14     | 15     | 16     | 17     | 18     | 19     | 20     |
| 34     | 21     | 22     | 23     | 24     | 25     | 26     | 27     |
| 35     | 28     | 29     | 30     | 31     |        |        |        |

| September | September | September | September | September | September | September | September |
| Kw        | Mo        | Di        | Mi        | Do        | Fr        | Sa        | So        |
| --------- | --------- | --------- | --------- | --------- | --------- | --------- | --------- |
| 35        |           |           |           |           | 1         | 2         | 3         |
| 36        | 4         | 5         | 6         | 7         | 8         | 9         | 10        |
| 37        | 11        | 12        | 13        | 14        | 15        | 16        | 17        |
| 38        | 18        | 19        | 20        | 21        | 22        | 23        | 24        |
| 39        | 25        | 26        | 27        | 28        | 29        | 30        |           |

| Oktober | Oktober | Oktober | Oktober | Oktober | Oktober | Oktober | Oktober |
| Kw      | Mo      | Di      | Mi      | Do      | Fr      | Sa      | So      |
| ------- | ------- | ------- | ------- | ------- | ------- | ------- | ------- |
| 39      |         |         |         |         |         |         | 1       |
| 40      | 2       | 3       | 4       | 5       | 6       | 7       | 8       |
| 41      | 9       | 10      | 11      | 12      | 13      | 14      | 15      |
| 42      | 16      | 17      | 18      | 19      | 20      | 21      | 22      |
| 43      | 23      | 24      | 25      | 26      | 27      | 28      | 29      |
| 44      | 30      | 31      |         |         |         |         |         |

| November | November | November | November | November | November | November | November |
| Kw       | Mo       | Di       | Mi       | Do       | Fr       | Sa       | So       |
| -------- | -------- | -------- | -------- | -------- | -------- | -------- | -------- |
| 44       |          |          | 1        | 2        | 3        | 4        | 5        |
| 45       | 6        | 7        | 8        | 9        | 10       | 11       | 12       |
| 46       | 13       | 14       | 15       | 16       | 17       | 18       | 19       |
| 47       | 20       | 21       | 22       | 23       | 24       | 25       | 26       |
| 48       | 27       | 28       | 29       | 30       |          |          |          |

| Dezember | Dezember | Dezember | Dezember | Dezember | Dezember | Dezember | Dezember |
| Kw       | Mo       | Di       | Mi       | Do       | Fr       | Sa       | So       |
| -------- | -------- | -------- | -------- | -------- | -------- | -------- | -------- |
| 48       |          |          |          |          | 1        | 2        | 3        |
| 49       | 4        | 5        | 6        | 7        | 8        | 9        | 10       |
| 50       | 11       | 12       | 13       | 14       | 15       | 16       | 17       |
| 51       | 18       | 19       | 20       | 21       | 22       | 23       | 24       |
| 52       | 25       | 26       | 27       | 28       | 29       | 30       | 31       |

## Ereignisse

### Politik und Weltgeschehen

#### Spanien und sein Kolonialreich

##### Zimtlandexpedition und Durchfahrung des Amazonas

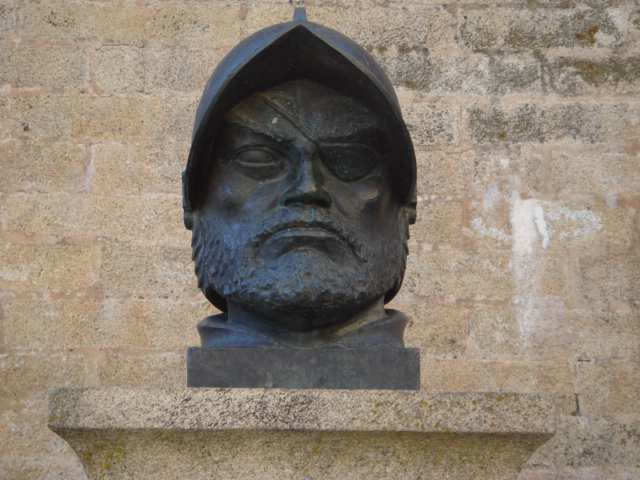
Francisco de Orellana

Orellanas Reise

Ab dem 1. Januar befährt der spanische Konquistador Francisco de Orellana als Teil der Zimtlandexpedition mit mehr als 50 Männern von Westen her kommend den Amazonas, während der Großteil der überwiegend schwerkranken Männer unter Gonzalo Pizarro in einem Basislager zurückbleibt: Am 26. August erreicht de Orellana das Delta des Flusses, am 11. September den Atlantik; er hat damit als erster Europäer den Amazonas in ganzer Länge befahren. Nachdem die zurückgelassenen Mitglieder der Expedition vergeblich auf die Rückkehr gewartet haben, kehren sie unter dem Befehl Pizarros im Sommer halbverhungert nach Quito zurück.

##### Weitere Expeditionen
- 6. Januar: Die alte Maya-Stadt Ti’ho’ („zu fünf“) wird durch Francisco de Montejo den Jüngeren in Mérida umbenannt.
- 31. Januar: Der Spanier Álvar Núñez Cabeza de Vaca entdeckt als erster Europäer die Wasserfälle des Iguaçu.
- Frühjahr: Francisco Vásquez de Coronado kehrt von einer zweijährigen Expedition durch Nordamerika nach Mexiko-Stadt zurück.
- 24. Juni: Juan Rodríguez Cabrillo verlässt den Hafen von Barra de Navidad, um eine Verbindung zwischen dem Pazifischen und dem Atlantischen Ozean zu suchen. Zusätzlich bekam er den Auftrag, die sagenhaften Sieben Städte aus Gold, auch bekannt unter dem Namen Cibola, die sich angeblich in der Nähe des Pazifiks, nördlich von Neuspanien befinden sollten, zu suchen.
- 28. September: In der Nähe des heutigen San Diego geht mit Juan Rodríguez Cabrillo der erste Europäer an Land und erklärt das Gebiet zum Besitz der spanischen Krone.
- 7. Oktober: Der Entdecker Juan Rodríguez Cabrillo nimmt Santa Catalina Island für Spanien in Besitz.
- 1. November: Ruy López de Villalobos macht sich im Auftrag von Antonio de Mendoza, dem ersten Vizekönig von Neuspanien, von Barra de Navidad aus auf den Weg, um eine Expedition nach Ostindien auf der Suche nach neuen Handelsrouten zu führen.
- 16. November: Eine Expedition der spanischen Marine unter Juan Rodríguez Cabrillo erreicht die Monterey Bay im Pazifik.

##### Weitere politische Ereignisse in den spanischen Kolonien
- Der Dominikaner Bartolomé de Las Casas veröffentlicht die Brevísima relación de la destrucción de las Indias (Kurzgefasster Bericht über die Verwüstung in den westindischen Ländern) und wendet sich an König Karl.
- 20. November: Karl I. von Spanien lässt in Barcelona die Leyes Nuevas als Teil des Derecho Indiano zum Schutz der Indios in den westindischen (amerikanischen) Kolonien verkünden. Blasco Núñez de Vela wird zum ersten Vizekönig des neu gegründeten Vizekönigreichs Peru ernannt. Bis zu seiner Ankunft in Lima führt Cristóbal Vaca de Castro provisorisch als Gouverneur die Geschäfte.
- Die Stadt San Miguel el Grande im heutigen Mexiko wird gegründet.

#### Europa
- 21. März bis Ostern: Die Wurzener Fehde zwischen dem ernestinischen Kurfürstentum Sachsen und dem Kollegiatstift Wurzen um die Eintreibung von Geldern für die Finanzierung der Türkenkriege (Türkensteuer) endet auf Grund der Schlichtung durch Landgraf Philipp von Hessen mit Unterstützung Martin Luthers unblutig.
- Zur Mitsommerzeit bricht in Schweden unter der Führung des Bauern Nils Dacke der Dacke-Aufstand aus, ein Bauernaufstand, der auf seinem Höhepunkt den regierenden König Gustav Wasa zu stürzen droht.
- 24. November: Jakob V. von Schottland wird in der Schlacht von Solway Moss von einer englischen Armee vernichtend geschlagen.
- 14. Dezember: Jakob V. stirbt in Falkland Palace, angeblich aus Gram darüber, dass ihm seine Frau Marie de Guise am 8. Dezember nicht den erhofften Thronfolger, sondern eine Tochter geboren hat. Die sechs Tage alte Maria Stuart wird schottische Königin.
- Franz I., König von Frankreich, und Karl V., Kaiser des Heiligen Römischen Reichs deutscher Nation und spanischer Souverän, nehmen ihre Fehde wieder auf.
- Ein zweites Gesetz zur Eingliederung von Wales in das Königreich England wird erlassen. Es ist bis ins Jahr 1995 gültig.

#### Afrika
- 2. Februar: In der Schlacht von Bacente erobert ein portugiesisches Heer unter dem Befehl von Cristóvão da Gama eine Wallburg des Sultanats Adal in Nordäthiopien.
- 28. August: In der Schlacht bei Wofla erleiden die Portugiesen eine schwere Niederlage. Cristóvão da Gama wird in Gefangenschaft geköpft.

#### Portugiesisch-Indien
- Martim Afonso de Sousa löst Estêvão da Gama als Gouverneur von Portugiesisch-Indien ab.

### Wirtschaft
- In Goslar wird erstmals der Schmalkaldische Bundestaler geprägt, eine Gemeinschaftsprägung des sächsischen Kurfürsten  Johann Friedrich des Großmütigen und des Landgrafen Philipp I. von Hessen, der beiden Führer des Schmalkaldischen Bundes. Die Münzen zeigen auf einer sächsischen und einer hessischen Seite die Bundeshauptleute.

### Wissenschaft und Technik
- 10. September: Orientiert am Modell der Universität von Paris wird die Universität Saragossa mit Billigung des spanischen Königs Karl I. gegründet.
- Der deutsche Mediziner und Botaniker Leonhart Fuchs veröffentlicht in lateinischer Sprache sein erstes Kräuterbuch De Historia Stirpium commentarii insignes.

### Kultur

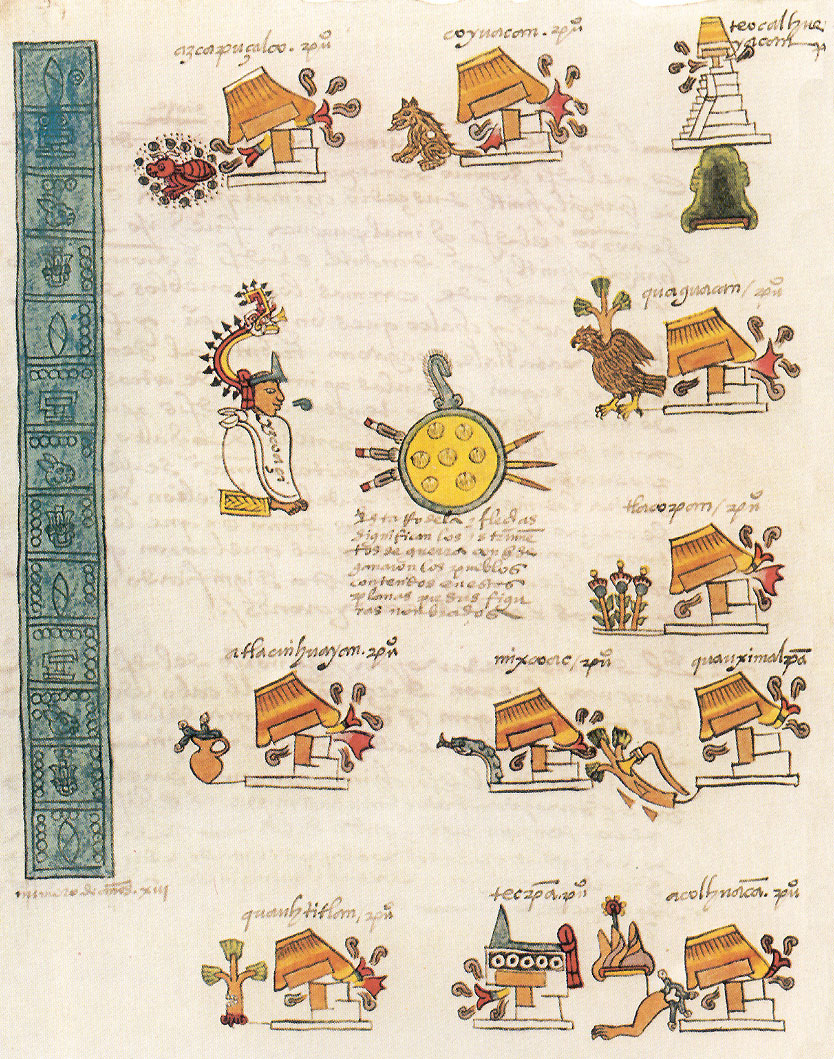
Seite aus dem Codex Mendoza

- Aztekencodices: Antonio de Mendoza, Vizekönig von Neuspanien, sendet den in seinem Auftrag erstellten Codex Mendoza nach Spanien. Dieser wird unterwegs allerdings von Piraten abgefangen und nach Frankreich gebracht.
- Der deutsche Theologe und Reformator Erasmus Alberus veröffentlicht das Gedicht Ihr lieben Christen, freut euch nun, das heute als Adventlied Verwendung findet.

### Gesellschaft
- Landgraf Philipp I. von Hessen lässt das ehemalige Kloster Gronau in ein Hohes Hospital für Männer umwandeln.
- um 1542: Der Kurfürstendamm wird als Dammweg vom Berliner Stadtschloss zum Jagdschloss Grunewald angelegt und dient zunächst als Reitweg für den Kurfürsten Joachim II. von Brandenburg.

### Religion
- 6. Mai: Francisco de Xavier y Jassu gelangt in Goa an und beginnt mit der christlichen Missionierung in Indien.
- 21. Juli: Papst Paul III. bewilligt in Rom mit der Apostolischen Konstitution Licet ab initio die Bildung der Congregatio Romanae et universalis Inquisitionis (Heilige Inquisition) zum Schutz der katholischen Kirche vor Häresien, insbesondere dem Protestantismus. Im gleichen Jahr wird ein zuständiges Kollegium von sechs Kardinälen ernannt, die als Generalinquisitoren mit Sonderrechten unter anderem zur Ernennung weiterer Inquisitoren ausgestattet sind.
- Das Zisterzienser-Klosters Lehnin in der Mark Brandenburg, rund 25 Kilometer südwestlich von Potsdam, wird säkularisiert, ebenso das Kloster Chorin.

## Historische Karten und Ansichten

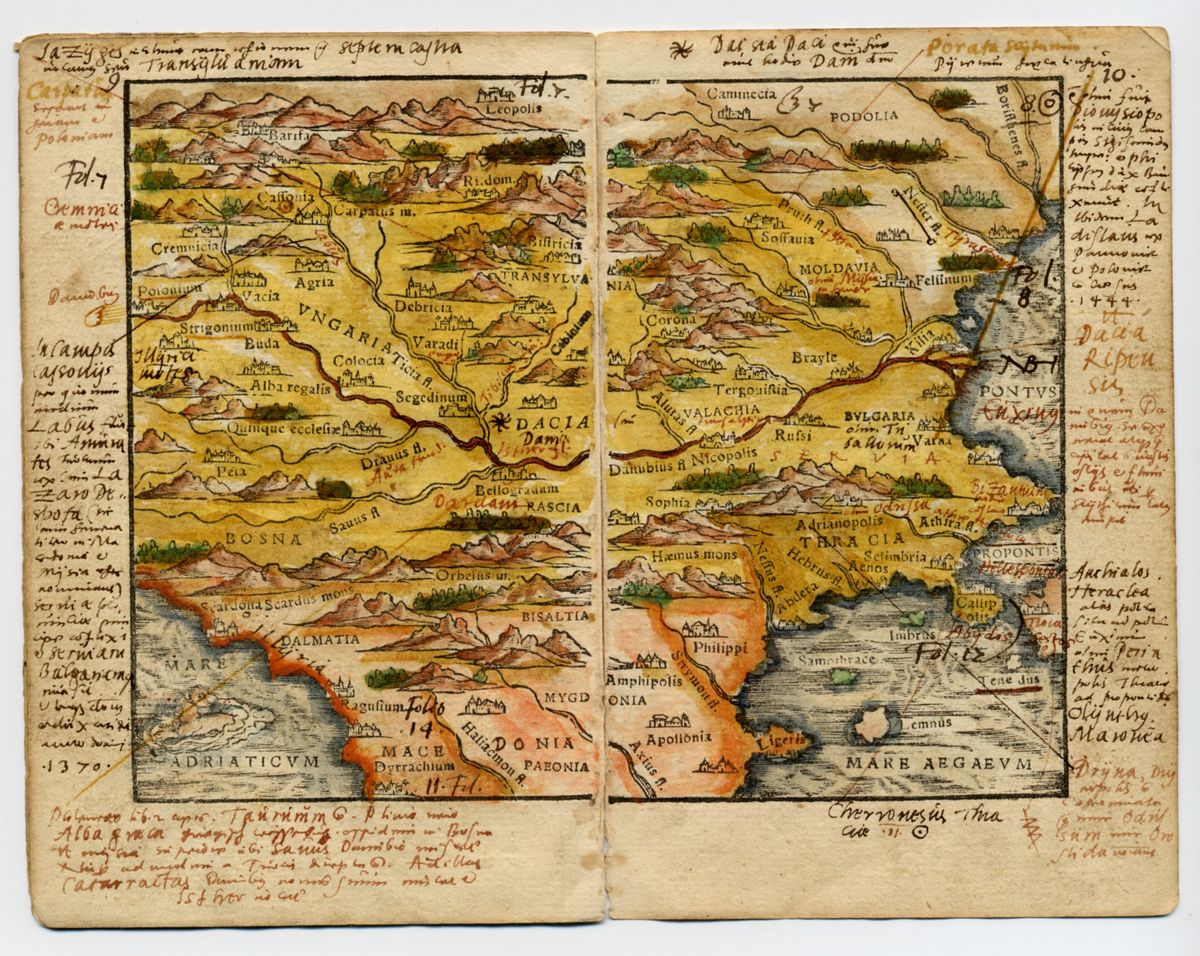
Ungarn 1542

## Geboren

### Erstes Halbjahr
- 01. Januar: Konrad Friederich, Bürgermeister von St. Gallen († 1600)
- 08. März: Wolfgang Amling, deutscher Theologe († 1606)
- 19. März: Jan Zamoyski, polnischer Magnat, Staatsmann und Großhetman († 1605)
- 30. März: Jakob III. Fugger, deutscher Kaufmann und Grundbesitzer († 1598)
- 03. April: Othmar Reiner, Bürgermeister von St. Gallen († 1613)
- 22. April: Georg Rollenhagen, deutscher Schriftsteller, Pädagoge und Prediger († 1609)
- 29. April: Heinrich III., Herzog von Münsterberg und Bernstadt († 1587)
- 000April: Johannes Corputius, niederländischer Kartograph, Ingenieur und  Militärführer im Achtzigjährigen Krieg († 1611)
- 10. Mai: Aires de Saldanha, Vizekönig von portugiesisch Indien († 1605)
- 11. Mai: Jakob Christoph Blarer von Wartensee, Bischof von Basel († 1608)
- 21. Mai: Johann Wilhelm Stucki, Schweizer Theologe, Philologe und Historiker († 1607)
- 24. Juni: Johannes vom Kreuz, spanischer Dichter, Mystiker und Kirchenlehrer († 1591)

### Zweites Halbjahr
- 25. Juli: Magnus Gustavsson Wasa, schwedischer Prinz und Herzog von Östergötland († 1595)
- 27. August: Johann Friedrich, Herzog von Pommern und weltlicher Bischof von Cammin († 1600)

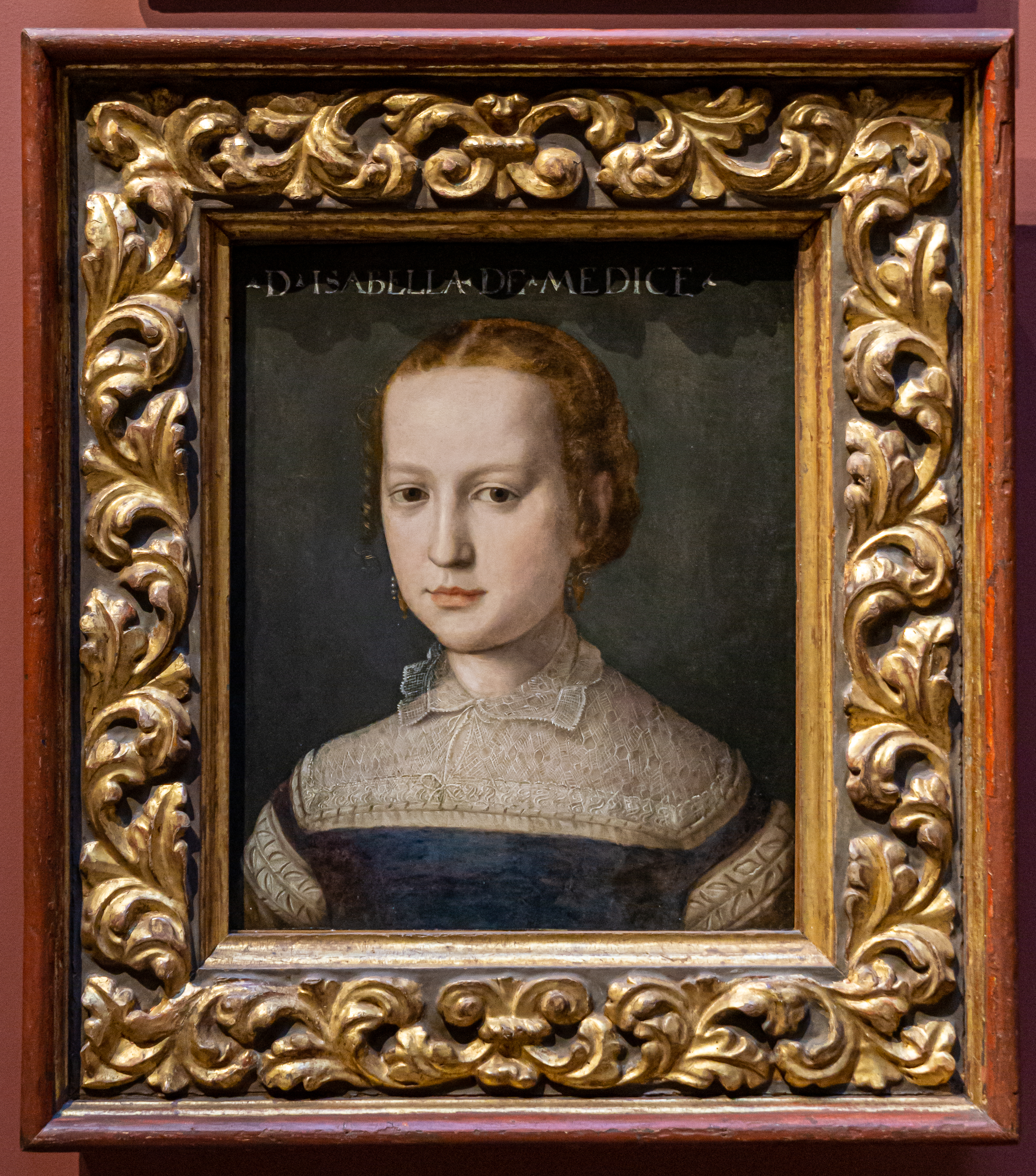
Isabella de’ Medici als junges Mädchen, Agnolo Bronzino

- 31. August: Isabella de’ Medici, italienische Adlige († 1576)
- 01. September: Michael Abel, deutscher Humanist, Neulateinischer Dichter und Lyriker († 1609)
- 24. September: Sigmund Fugger von Kirchberg und Weißenhorn, Bischof von Regensburg († 1600)
- 04. Oktober: Robert Bellarmin, italienischer Gelehrter, Theologe und Jesuit († 1621)
- 05. Oktober: Ludwig von Berlaymont, Fürsterzbischof und Herzog von Cambrai († 1596)
- 14. Oktober: Philipp IV., Graf von Nassau-Weilburg und Nassau-Saarbrücken († 1602)

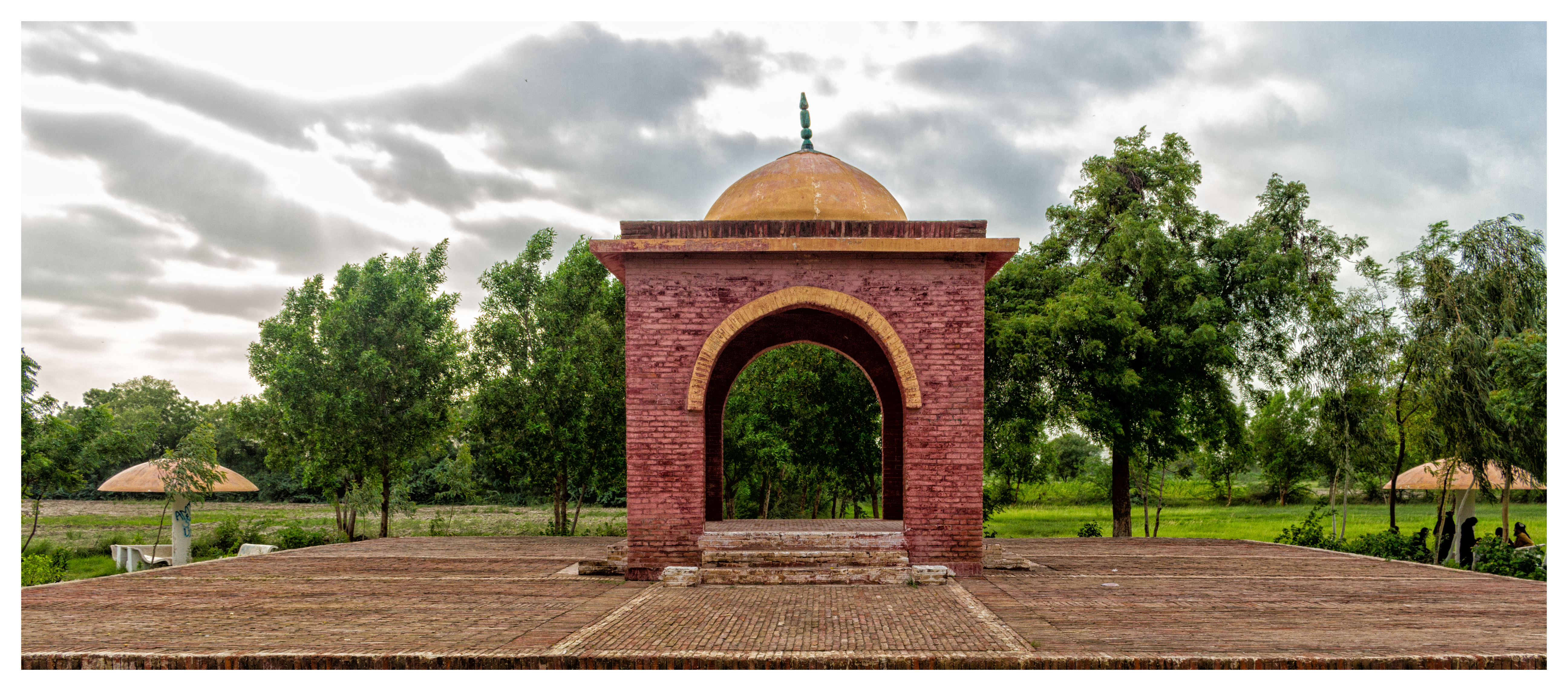
Geburtsort von Akbar, Umerkot

- 15. Oktober: Akbar, Sohn Humayuns, Großmogul von Indien († 1605)
- 31. Oktober: Henriette de Clèves, Herzogin von Nevers und Gräfin von Rethel († 1601)
- 01. November: Tarquinia Molza, italienische Musikerin und Dichterin († 1617)
- 08. Dezember: Maria Stuart, Königin von Schottland († 1587)
- 14. Dezember: Philipp von Pappenheim, deutscher Reformator († 1619)
- 21. Dezember: Thomas Allen, englischer Mathematiker und Astrologe († 1632)

### Genaues Geburtsdatum unbekannt
- Johannes Angelus, deutscher Theologe († 1608)
- Andreas Crappius, deutscher Kirchenliedkomponist († 1623)
- Hayashizaki Jinsuke Shigenobu, japanischer Samurai († 1621)

## Gestorben

### Todesdatum gesichert
- 04. Januar: Dietrich VIII. von Gemmingen, Grundherr von Steinegg und Tiefenbronn
- 06. Januar: Bernard van Orley, niederländischer Maler (* 1491 oder 1492)
- 10. Januar: Gerhard Geldenhauer, Humanist, lutherischer Theologe und Reformator (* 1482)
- 01. Februar: Hieronymus Aleander, italienischer Humanist und Kardinal (* 1480)
- 13. Februar: Catherine Howard, Königin von England, 5. Frau Heinrichs VIII., hingerichtet (* 1521 oder 1525)
- 13. Februar: Jane Boleyn, englische Adelige, Hofdame Catherine Howards (* um 1505)
- 20. Februar: Jobst von Dewitz, herzoglicher Rat und Kanzler in Pommern-Wolgast (* 1491)
- 21. April: Johannes Cellarius, deutscher evangelischer Theologe (* 1496)
- 19. Mai: Abduṣṣamed ben Seyyidī ʿAlī bin Dāvūd ed-Diyārbekrī, osmanischer Historiker und Übersetzer
- 21. Mai: Hernando de Soto, spanischer Konquistador an den Ufern des Mississippi (* zwischen 1496 und 1500)
- 23. Mai: Gendün Gyatsho, zweiter Dalai Lama (* 1475)
- 24. Mai: Caspar Güttel, lutherischer Theologe und Reformator (* 1471)
- 03. Juni: Johann Hefentreger, deutscher lutherischer Theologe und Reformator (* um 1497)
- 14. Juni: Christoph Scheurl, deutscher Jurist, Diplomat und Humanist (* 1481)
- 19. Juni: Leo Jud, Schweizer Reformator (* 1482)

### Zweites Halbjahr
- 09. August: Margaret Butler, Countess of Ormonde, irische Adlige (* um 1473)
- 17. August: Dominik Zili, Schweizer Reformator (* vor 1500)
- 24. August: Gasparo Contarini, venezianischer Diplomat und Kardinal der Römisch-Katholischen Kirche (* 1483)
- 29. August: Cristóvão da Gama, portugiesischer Heerführer, Sohn von Vasco da Gama (* um 1516)
- 000August: Peter Henlein, deutscher Schlosser und Erfinder der tragbaren Uhr (* um 1485)
- 17. September: Dionisio Neagrus Laurerio, italienischer Kardinal (* 1497)
- 25. September: Thomas Kantzow, deutscher Chronist und Historiker (* um 1505)
- 06. Oktober: Werner Steiner der Jüngere, Schweizer Reformator (* 1492)
- 11. Oktober: Thomas Wyatt, englischer Dichter (* 1503)
- 15. Oktober: William Fitzwilliam, 1. Earl of Southampton, Vertrauter des englischen Königs Heinrich VIII. (* um 1490)
- 23. Oktober: Johannes Zwick, deutscher Theologe, Jurist, Reformator und Kirchenliederdichter (* um 1496)
- 10. November: Felipe Bigarny, französisch-spanischer Bildhauer und Architekt (* um 1475)
- 10. November: Dietrich von Schönenberg, Adeliger im Dienste der Kurpfalz (* um 1480)
- 25. November: Heinrich Stromer, Leipziger Universitätsprofessor, Arzt und Gründer von Auerbachs Keller (* 1476)
- 06. Dezember: Johann Ludwig von Nassau-Saarbrücken, Domherr in Köln, Trier und Straßburg (* 1524)
- 09. Dezember: Christoph Fuchs von Fuchsberg, österreichischer Militär, kaiserlicher Rat und Bischof von Brixen (* 1482)
- 14. Dezember: Jakob V., König von Schottland (* 1512)

### Genaues Todesdatum unbekannt
- Juan Boscán Almogávar, spanischer Dichter (* um 1490)
- Pomponio Cecci, italienischer Geistlicher (* um 1500)
- Sebastian Franck, deutscher Schriftsteller und Mystiker (* 1499)